# Apteryx australis
Apteryx australis là một loài chim trong họ Apterygidae.

## Hình ảnh

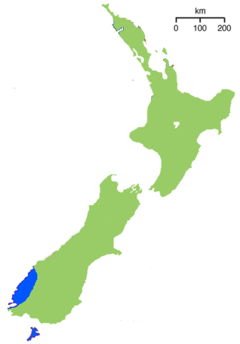
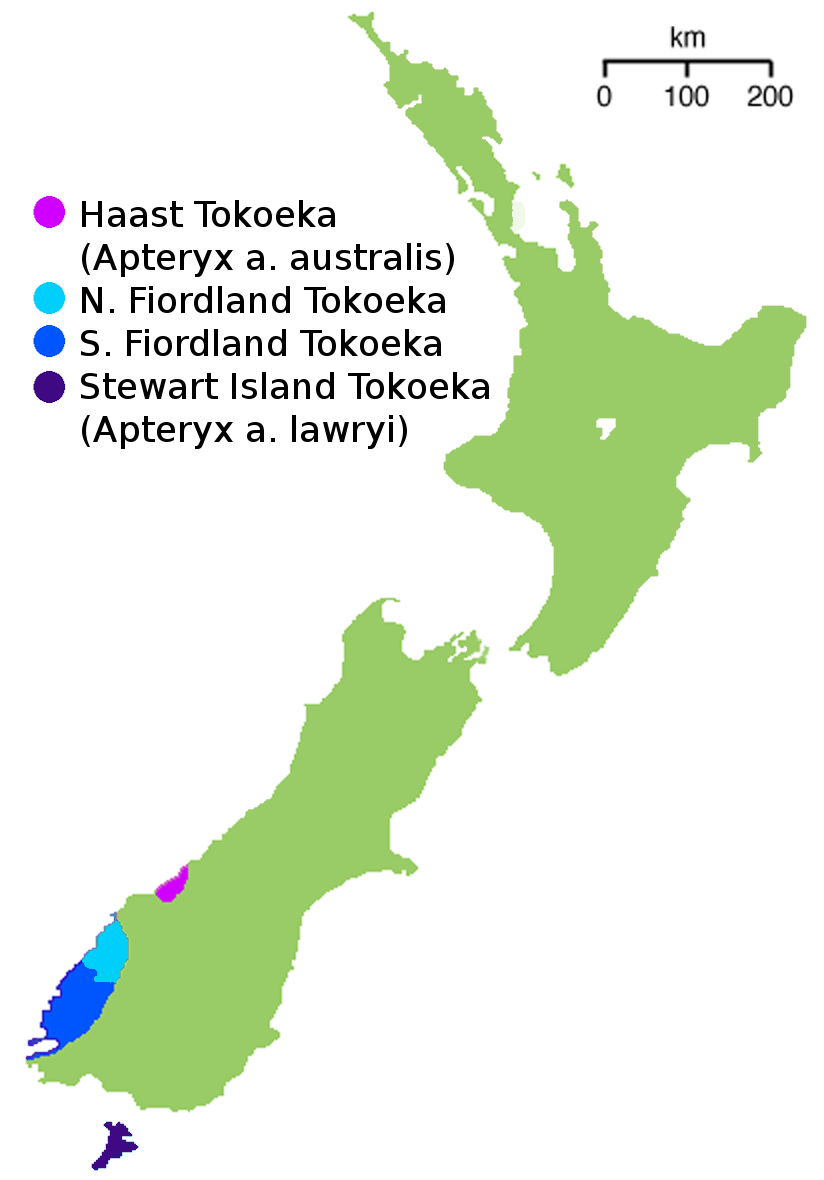
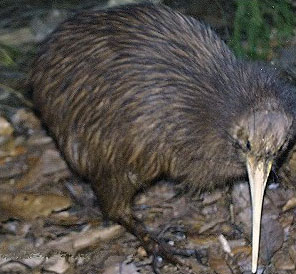
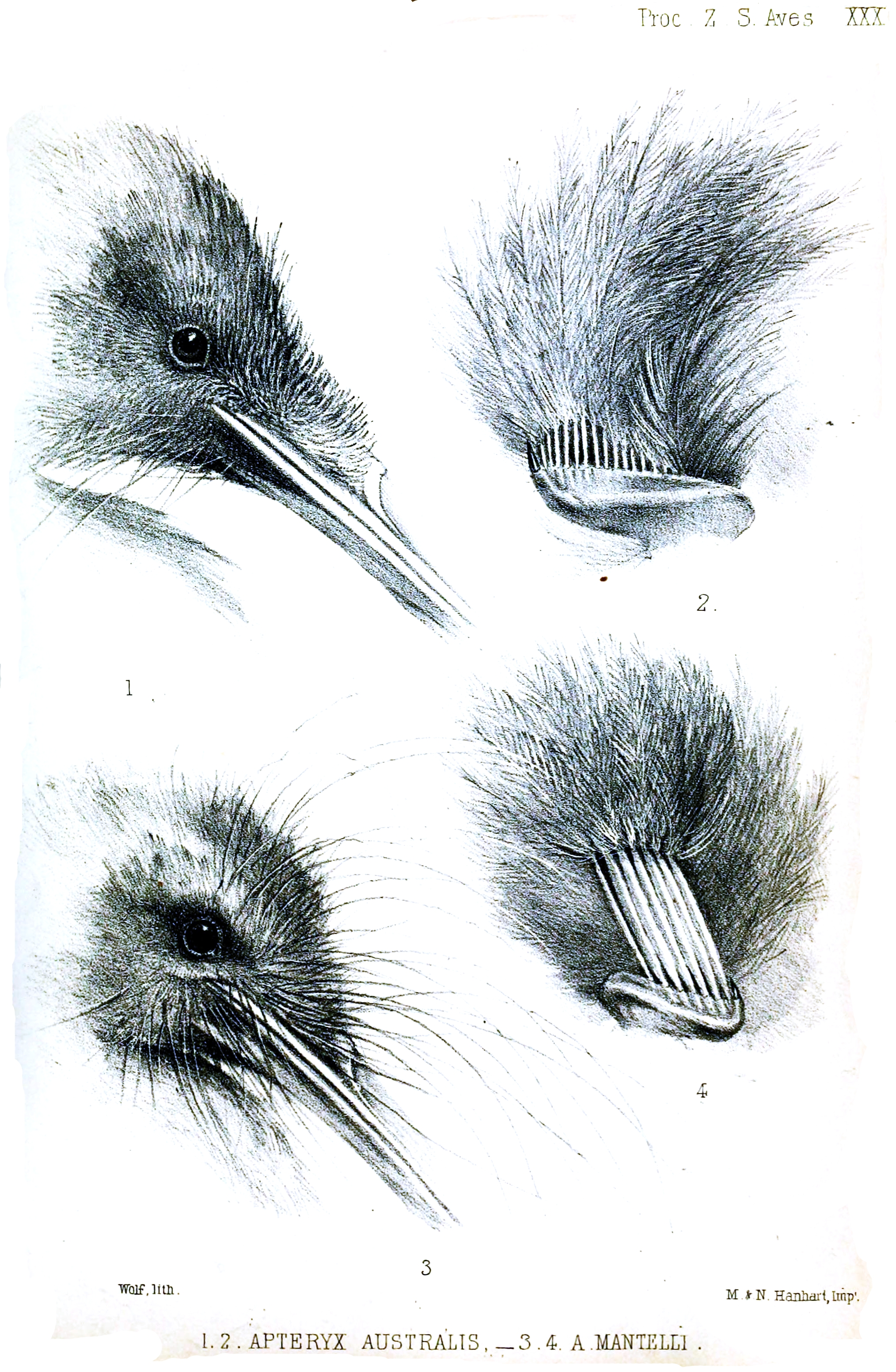
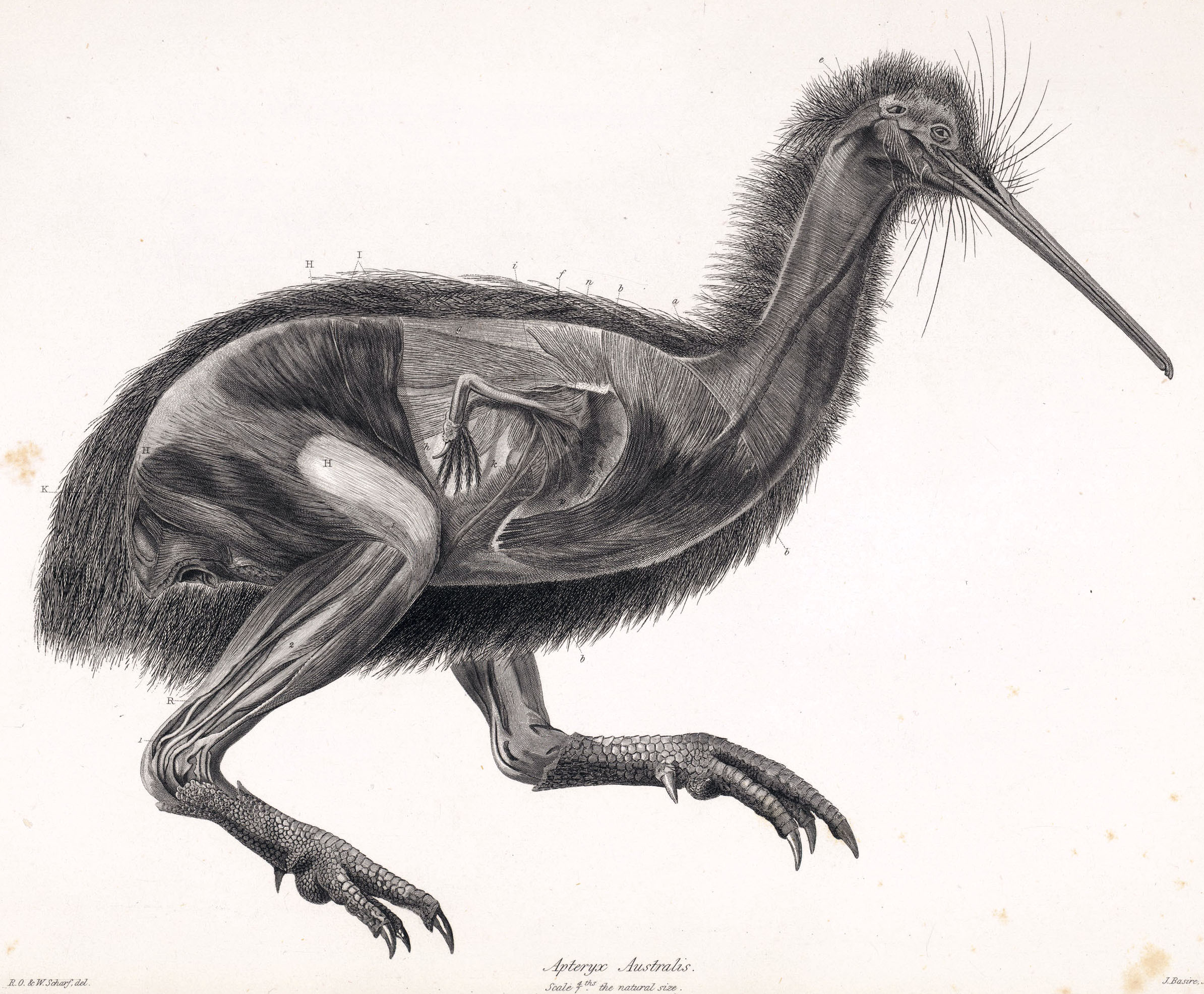